# Уланово (Слуцкий район)
Уланово — деревня в Бокшицком сельсовете Слуцкого района Минской области Республики Беларусь.

## История
Точная дата основания не известна (по некоторым оценкам 1846 год). В 1941 году Уланово и близлежащие населённые пункты были окупированы нацистской Германией. В 1944 году в результате контрнаступления СССР Уланово и весь Бокшицкий сельсовет перешли под контроль СССР.
В 1970-х — 1980-х годах в деревне было построено много больших частных домов.
В двухтысячные годы местная школа закрылась.
В 2014 году в Уланово одно из деревьев упало на дом, однако пострадавших не было.

## География
В Российской империи Уланово входило в состав Гресской волости Слуцкого уезда Минской губернии.
Расстояние от Уланово до города Минска составляет 90 километров, а до города Слуцка 7 километров.

## Население
По данным переписи населения Беларуси за 2009 год население Уланово составляет 38 человек. В 1990-х годы многие жители деревни Уланово уехали в Слуцк. По данным опроса местных жителей в деревне 63 дома и только 20 человек остаются на зиму.

## Достопримечательности
Могила советского война И. И. Любицкого погибшего в ходе боевых действий неподалёку от деревни в 1941 году.

## Инфраструктура
- Небольшая спортплощадка.
- Заброшенное здание школы.